# Branko Horvat
Branko Horvat (24 de julho de 1928 - 18 de dezembro de 2003) foi um economista e político iugoslavo e croata nascido em Petrinja.
Horvat nasceu em Petrinja em 24 de julho de 1928. Em 1944 durante a Segunda Guerra Mundial, Horvat e seu pai Artur Horvat entraram para o movimento Partisan na Croácia. Ele trabalhou por um longo período de tempo no Instituto de Ciências Econômicas, antigo Insituto de Planejamento da República Socialista Federativa da Iugoslávia. Foi editor do jornal Economic Analysis and Worker's Self-Management e colaborador do jornal Praxis, o qual contribuiu com muito com um ponto de vista econômico, ainda que nunca tenha sido membro do grupo. Foi também membro do Insituto de Economia de Zagreb.
Horvat tentou unir forças democráticas em uma plataforma comum, mas sem muito sucesso. Foi fortemente crítico da política econômica do governo de Franjo Tuđman (anterior à comunista). Um socialista democrático, advogou por um modelo de socialismo de mercado, chamado modelo Ilírico, onde as firmas seriam dos trabalhadores e auto-geridas pelos próprios e competiriam entre si em mercados livres e abertos. Em 1992, fundou e tornou-se presidente da União Social Democrática. Horvat organizou uma Conferência Balcã com o objetivo primário de restaurar a cooperação entre as forças iugoslavas.
Seu estudo mais conhecido é The Political Economy of Socialism (publicado em inglês em 1982, em croata em 1984 e em chinês em 2001). Foi indicado para o Prêmio Nobel de Economia em 1983.
Ranka Peasinovic, esposa de Branko Horvat, foi professora na Universidade de Zagreb.
Uma rua foi nomeada com seu nome em Prishtina, Kosovo [carece de fontes?].